# Gösta Nordahl
Gösta Nordahl (* 22. November 1928 in Hörnefors, Schweden; † 1. März 2003) war ein schwedischer Fußballspieler. Der Mittelfeldspieler, dessen Geschwister Bertil, Knut, Gunnar und der Zwillingsbruder Göran ebenfalls in der höchsten schwedischen Liga spielten, gewann einmal den schwedischen Meistertitel.

## Werdegang
Gösta Nordahl begann analog zu seinen Brüdern seine Fußballkarriere in seinem Heimatort bei Hörnefors IF. Dort entdeckte ihn der Trainer von IFK Norrköping Carl-Elis Halldén und holte ihn 1949 gemeinsam mit seinem Zwillingsbruder Göran zum Klub, wo bereits seine älteren Brüder Gunnar und Knut erfolgreich gespielt hatten. Als Stammspieler im Mittelfeld an der Seite von Einar Karlsson und Herbert Sandin erreichte er mit der Mannschaft in der Spielzeit 1951/52 den Gewinn des Von-Rosens-Pokals für den schwedischen Landesmeister.
1954 beendete Nordahl vorerst seine Erstligakarriere. Kurzzeitig lief er erneut für Hörnefors IF auf, ehe er sich dem Zweitligaklub IFK Holmsund anschloss. Dort fiel er den Verantwortlichen des Svenska Fotbollförbundet auf und Rudolf Kock, seinerzeit Leiter des Auswahlkomitees der schwedischen Nationalmannschaft berief ihn für das Länderspiel gegen Finnland am 22. September 1957. An der Seite von Gunnar Gren, Kalle Svensson, Prawitz Öberg und Sigvard Parling bestritt er sein einziges Spiel im Nationaljersey. Er galt als Kandidat für die Weltmeisterschaft 1958, wurde aber verletzungsbedingt im endgültigen Kader nicht berücksichtigt.
Nordahl verpasste mit IFK Holmsund mehrmals nur knapp den Aufstieg in die Allsvenskan. In der Zweitligaspielzeit 1962 erreichte er mit der Mannschaft den Staffelsieg in der Staffel Norrland, scheitere jedoch als Gruppenletzter hinter IS Halmia, AIK und Landskrona BoIS in der Aufstiegsrunde. Nach mehreren Vizemeisterschaften gelang 1966 erneut der Staffelsieg. Dieses Mal setzte sich die Mannschaft gegen Gunnarstorps IF und IF Saab durch und erreichte als Zweiter hinter Hammarby IF die schwedische Eliteserie. Hier spielte er noch ein Jahr und trug sich mit 38 Jahren, elf Monaten und sieben Tagen als einer der zehn ältesten Spieler in der Geschichte der Allsvenskan in die Geschichtsbücher ein.
Nordahls Sohn Per-Gösta Nordahl spielte in den 1970er Jahren als Torwart für BK Derby unter anderem in der Allsvenskan. Zudem wurde er zweimal in die schwedische U-21-Auswahl berufen.